# YIVO

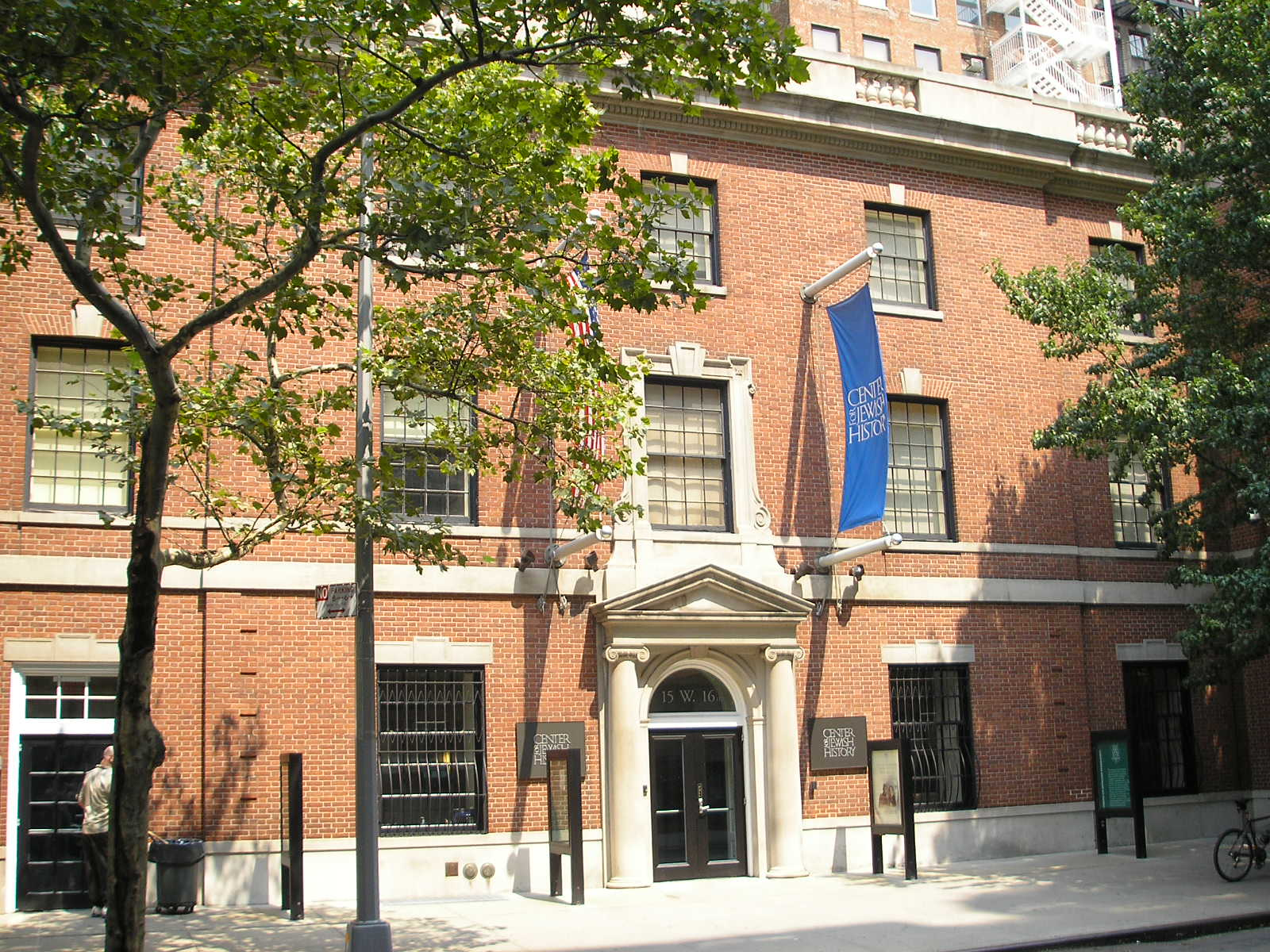
YIVO på 16th Street i Manhattan, New York City

YIVO (jiddish: ייִוואָ), grundades 1925 på ett möte i Berlin som Yidisher Visnshaftlekher Institut (jiddisch): ייִדישער װיסנשאַפֿטלעכער אינסטיטוט), eller Jewish Scientific Institute (Judiska vetenskapliga institutet).  Man beslöt att huvudkontoret skulle förläggas till Vilna, Polen (nuvarande Vilnius, Litauen). Mötet i Berlin organiserades av ett antal judiska intellektuella; Max Weinreich, Zalman Reisen, Zelig Kalmanovich m.fl.  
YIVO blev tidigt världens största center för studier av språket jiddisch och den judiska kulturen. Man öppnade olika avdelningar för filologi, psykologi, pedagogik, historia och ekonomi. De olika avdelningarna hade sina kontor i Vilna, Warszawa och Berlin (senare flyttat till New York). Förutom dessa större kontor fanns flera mindre runt om i världen. 
YIVO mottog exemplar av de flesta av världens tidskrifter och tidningar på jiddisch. YIVO:s arkiv kom snabbt att innehålla tiotusentals böcker och tidskrifter på jiddisch. Institutet gav också ut egna tidskrifter, bland annat den månatliga YIVO bleter. Dessutom anordnade man olika utbildningar, som t.ex. det år 1934 startade programmet för avancerade studier, kallat aspiranture.  
När andra världskriget bröt ut 1939 befann sig YIVO:s direktör Max Weinreich i Köpenhamn på resa. I stället för att återvända till Vilna for han till New York, som från 1940 blev YIVO:s nya högkvarter. Avdelningen i Vilna stängdes av nazisterna 1941, och själva byggnaden på Vivulskio gatve 18 förstördes i slutet av den tyska ockupationen.  Institutet kom alltså att namnändras till The Institute for Jewish Research men är fortfarande känt under de ursprungliga initialerna som på jiddish blir akronymen "ייווא" och translittereras "YIVO".

### Fotnoter
1. ↑  National Museum of Lithuania, exhibition leaflet. YIVO in Vilnius - the beginning of a legend (2015).
2. ↑  Guzenberg, Irina (2013). Vilnius, sites of jewish memory

Den här artikeln är helt eller delvis baserad på material från engelska Wikipedia.